# Joseph Légaré
Pour les articles homonymes, voir Légaré.

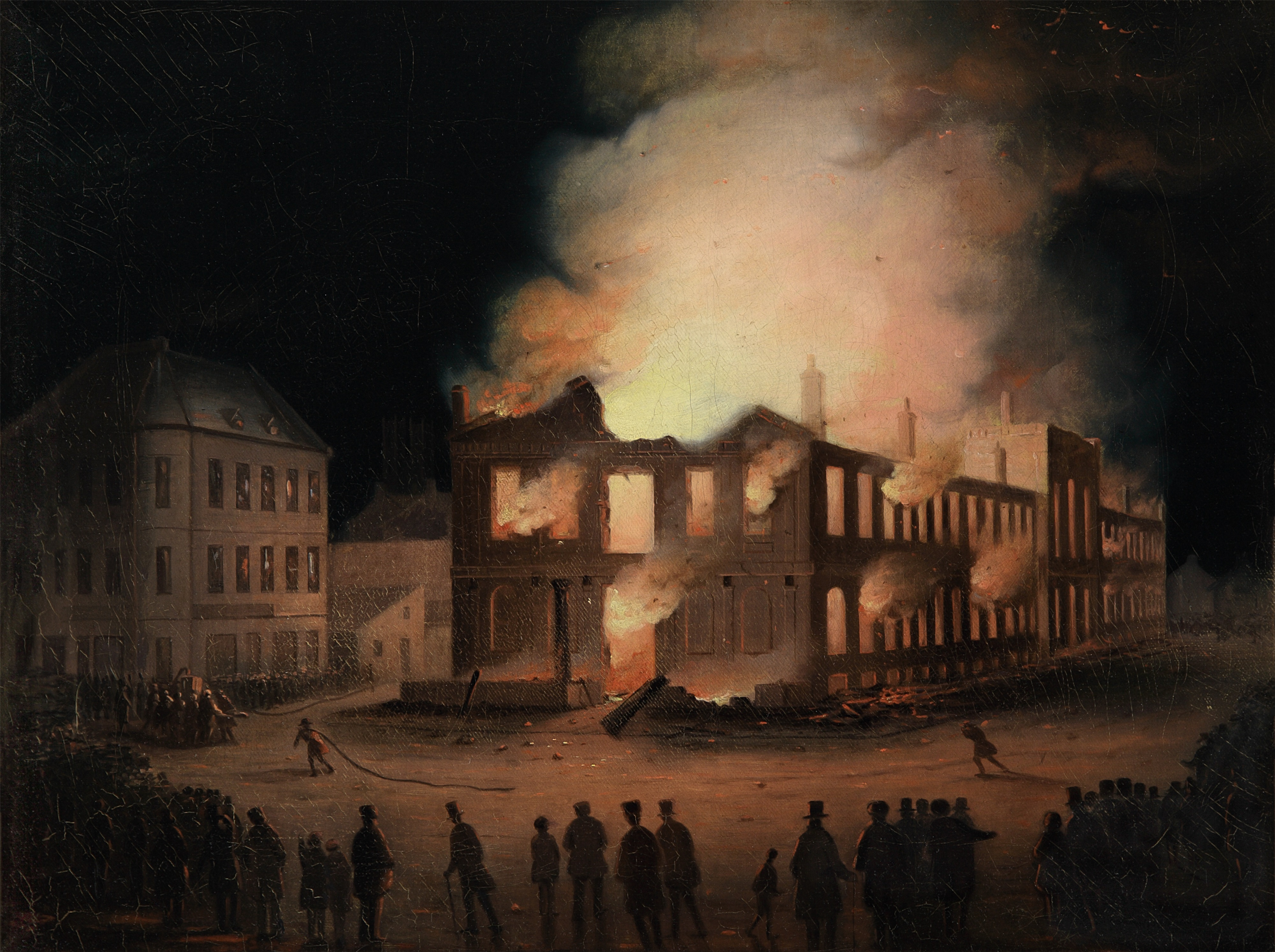
Attribué à Joseph Légaré, L'incendie du Parlement à Montréal, en 1849

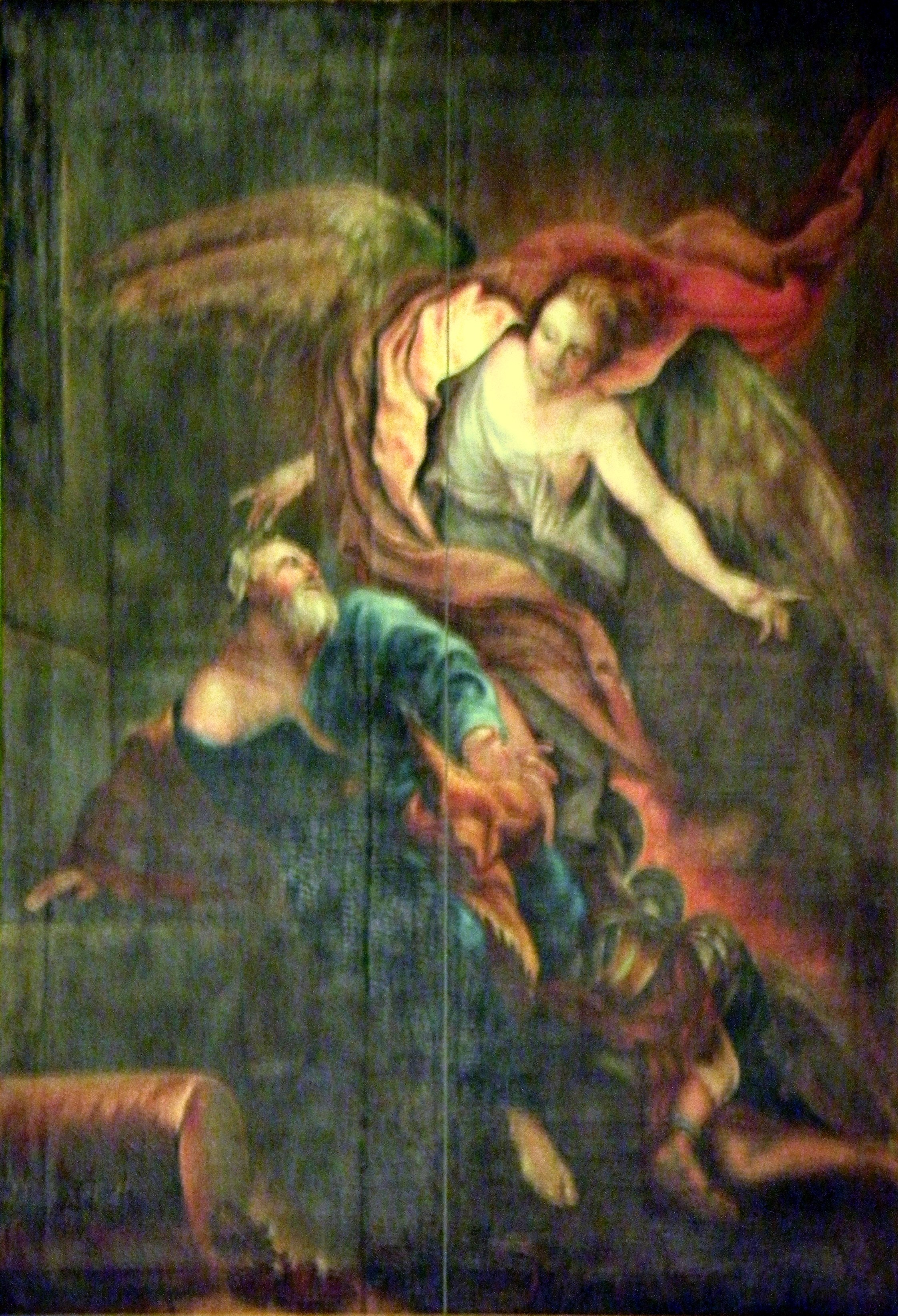
Saint-Pierre délivré de sa prison
Caraquet

Joseph Légaré (10 mars 1795 - 21 juin 1855) est un peintre québécois.

## Biographie
Né à Québec dans un milieu modeste, il est un autodidacte ayant abandonné ses études au Séminaire de Québec vers 1811. Il commence son apprentissage en 1812 et devient maître en 1817. Il étudie notamment avec le peintre et vitrier Moses Pierce, ce qui le prépare à diverses tâches comme peindre des voitures, des enseignes ou des décors d'appartement, à effectuer des travaux de dorure et de restauration de tableaux.
Il acquiert des tableaux de la « Collection Desjardins », qui furent sauvés de la destruction durant la Révolution française, entre 1793 et 1795, et dont il restaure un certain nombre. Jusqu'en 1828, il se perfectionne en faisant des copies ou en s'inspirant de ces tableaux. Ces copies constituent pour Légaré non seulement une source de revenus mais également une possibilité de se perfectionner. En 1829, il fait une copie d'un portrait du roi Georges IV alors exposé à Québec, copie acquise par le gouvernement.
Il enseigne la peinture à Antoine Plamondon qu'il prend comme apprenti en 1819. Il épouse Geneviève Damien en 1818. Parallèlement à sa carrière de peintre, Joseph Légaré occupe divers postes au niveau municipal. Il siège au conseil de ville de 1833 à 1836. Il s'implique notamment à des collectes de fonds à la suite des incendies des quartiers Saint-Roch et Saint-Jean-Baptiste en 1845. Il est également juge de paix et marguillier.
Son admiration pour Louis-Joseph Papineau l'incite à participer aux activités des Patriotes en 1837. Il est arrêté le 13 novembre, mais est relâché 5 jours plus tard sans procès. Membre fondateur de la société Saint-Jean-Baptiste, il codirige le journal Le Libéral. Il est nommé au Conseil législatif le 8 février 1855, quelques mois avant son décès.
Joseph Légaré joue également un rôle sur le plan culturel. Collectionneur, dès 1833, il va administrer pendant deux ans, la première galerie d'art du Canada. Il va tenter à nouveau l'expérience de galerie-musée à deux reprises: de 1838 à 1840 en collaboration avec Joseph-Thomas Amiot et de 1852 à 1855. Il publie en 1852 un catalogue de sa collection et donne au grand public un accès gratuit à celle-ci. À ce titre, il est régulièrement appelé en tant qu'expert, notamment lors d'inventaires après décès. À sa mort, sa collection devient la propriété de sa veuve avant d'être acquise en 1874 par le Séminaire de Québec.
Joseph Légaré est l'auteur de plus de 250 œuvres. Considéré comme le premier paysagiste canadien, il montre un goût prononcé pour les chutes, les rivières, les forêts et les maisons de campagne. Il s'intéresse également aux Nord-Amérindiens dont il peint les mœurs et quelques portraits. Il fut longtemps sous-estimé, à cause de son usage de nouvelles techniques, notamment la chambre claire. Beaucoup de ses peintures sont conservées au musée du Séminaire de Québec et au Musée national des beaux-arts du Québec.
Il est enterré à la chapelle de la basilique-cathédrale Notre-Dame de Québec.

## Honneurs
- Pavillon Joseph-Légaré du Cégep Garneau
- Monument dans la côte de la Fabrique à Québec.
- Film biographique de Raymond Brousseau
- Une plaque Ici vécut de la ville de Québec est présente au 13 rue Sainte-Angèle, en son honneur, pour indiquer son ancien lieu de résidence.

## Quelques œuvres
- Après l'incendie du faubourg Saint-Roch à Québec, vu vers l'ouest, (v.1845–1848), Musée national des beaux-arts du Québec[8]
- Edmund Kean récitant devant les Hurons
- Les chutes de la rivière Jacques-Cartier (vers 1835), Musée de la civilisation[9]
- La Fête-Dieu à Nicolet (vers 1830) (Première Version).
- La Fête-Dieu à Nicolet (vers 1832) (Deuxième Version), Musée des beaux-arts du Canada[10]
- La Bataille de Sainte-Foy (1854), Musée des beaux-arts du Canada[11]
- Le Choléra à Québec (1832), Musée des beaux-arts du Canada[12]
- Le Martyre des pères Brébeuf et Lalemant (1843), Musée des beaux-arts du Canada[13]
- Le Martyre des pères Brébeuf et Lalemant (v.1843), Musée des beaux-arts du Canada[14]
- Le Massacre des Hurons par les Iroquois (1827-1828), Musée national des beaux-arts du Québec[15]
- Les Fiançailles d'une indienne (v.1844), Musée des beaux-arts du Canada[16]
- Incendie du quartier Saint-Roch vu de la Côte-à-Coton vers l'est, (1845-1848), Musée de la civilisation[9]
- Incendie du quartier Saint-Roch vu de la Côte-à-Coton vers l'ouest (1845-1848), Musée de la civilisation[9]
- L'Incendie du Parlement à Montréal (v.1849), Musée McCord[17]
- L'Incendie du quartier Saint-Jean à Québec, vu vers l'ouest, (v. 1845–1848)
- Josephette Ourné (1840), Musée des beaux-arts du Canada[18]
- Nature morte aux raisins (1826), Musée national des beaux-arts du Québec[19]
- Nature morte aux raisins (1826), Musée des beaux-arts du Canada[20]
- Paysage au Monument à Wolfe (v.1845), Musée national des beaux-arts du Québec[21]
- Paysage Champêtre à Nicolet (v.1830)
- Paysage (v. 1840–1849), Musée des beaux-arts du Canada[22]
- Rapides au-dessus des chutes sur la rivière Sainte-Anne (vers 1838-1839), Musée d'art de Joliette[23]
- Saint François de Paule ressuscitant l'enfant de sa sœur (vers 1821), Musée des beaux-arts du Canada[24]
- Saint François de Paule ressuscitant l'enfant de sa sœur (1821), Musée national des beaux-arts du Québec[25]
- Saint Philippe baptisant l'eunuque de la reine Candace (1821), Musée national des beaux-arts du Québec[26]
- Saint Philippe baptisant l'eunuque de la reine Candace (1825), Musée des beaux-arts du Canada[27]
- Saint Pierre délivré de sa prison (trois versions)
- Vue du premier monastère des Ursulines de Québec

## Source
- John R. Porter, « Joseph Légaré, peintre engagé », Journal de la Galerie nationale du Canada, no 29,‎ 21 septembre 1978 (ISSN 0319-5864).